# Bart Preneel
Bart Preneel (15 oktober 1963) is een Belgisch cryptograaf en cryptoanalist. Hij is hoogleraar aan de Katholieke Universiteit Leuven.
Tegelijkertijd met Shoji Miyaguchi vond hij de Miyaguchi-Preneel compressiefunctie uit, een robuuste structuur die in hashfuncties zoals Whirlpool wordt gebruikt. Ook is hij een van de schrijvers van de RIPEMD-hashfunctie en mede-uitvinder van de stroomvercijferingen MUGI en Trivium. Preneel werkte mee aan de cryptoanalyse van verschillende cryptografische algoritmes, waaronder RC4 en SecurID.
Preneel is diensthoofd van de COSIC onderzoeksgroep van het departement ESAT. In 2020 gaf hij advies in verband met de beveiliging en de privacy van de Coronalert app.